# صراط‌های مستقیم
صراط‌های مستقیم  نام کتابی است از عبدالکریم سروش که موضوع اصلی آن تکثرگرایی دینی است. این کتاب پس از اولین انتشار در سال 1380 مورد توجه پژوهشگران حوزه دین و روشنفکران دینی قرار گرفت. محتوای این کتاب با به رسمیت شناختن تکثرگرایی دینی هم موجبات تحسین و هم نقدهای بسیاری را فراهم کرد. برای نمونه محمود نبویان کتاب «راه و بيراه ، نگاهی به كتاب صراط هاي مستقیم» را در نقد آن نوشت و پژوهشگاه علوم و فرهنگ اسلامی کتابی با عنوان «صراط مستقیم: نقدی بر صراط های مستقیم» در این باره منتشر کرد. البته مؤلف نیز بعدها در مقاله‌ای در مجله کیان به برخی از ابهامات و نقدهای مربوط به کتب پاسخ داد.